# Pasaporte surinamés
El pasaporte surinamés (en neerlandés: Surinaams paspoort) se expide a los ciudadanos de Surinam para viajes internacionales. El documento de identidad es un pasaporte CARICOM ya que Surinam es miembro de la Comunidad del Caribe.
A partir del 1 de enero de 2017, los ciudadanos de Surinam tenían acceso sin visa o con visa a la llegada a 74 países y territorios, lo que ubica al pasaporte de Surinam en el puesto 65 en términos de libertad de viaje (empatado con el pasaporte de Botsuana) según el índice de restricciones de visa de Henley.

## Aspecto físico
Los pasaportes surinameses son color azul marino, con el escudo de armas de la República de Surinam blasonado en la portada. Las palabras en inglés: "CARIBBEAN COMMUNITY" (Comunidad del Caribe) están inscritas por encima del escudo de armas y en la zona inferior las palabras inscritas son en neerlandés: "REPUBLIEK SURINAME" (República de Surinam) en seguida en menor tamaño del texto las palabras "PASPOORT" y  "PASSPORT" (pasaporte). El pasaporte actual también incluye el símbolo de la Comunidad del Caribe en la parte superior de la cubierta.

## Caribe
- Política de visas hacia surinameses en la región
  - Británica
  - Neerlandesa
  - Francesa